# Dominique Lebrun (artiste)
Pour les articles homonymes, voir Dominique Lebrun (homonymie) et Lebrun.
Dominique Lebrun est un artiste plasticien, historien de cinéma et journaliste français, né le 9 septembre 1950 à Saint-Brieuc.

## Biographie
Dominique Lebrun commence sa collection d’affiches de cinéma à dix ans en les récupérant dans les cinémas de quartier. Il collectionne aussi les photos et les revues de cinéma, dont Cinémonde, dans laquelle il découpe des photos d'acteurs pour les coller dans ses cahiers d’écolier,.
Au début des années 1970, il s’installe à Paris où il exerce divers métiers dont projectionniste à l’Espace Pierre Cardin, documentaliste pour le producteur André Paulvé, et assistant dans une galerie d’art primitif ; avant de devenir historien de cinéma et journaliste.
En 1972 et 1974, il participe comme candidat au jeu télévisé Monsieur Cinéma de Pierre Tchernia.
En 1987, Paris Hollywood, son premier livre de cinéma, sort aux éditions Hazan. Il y raconte l'histoire des français qui ont travaillé à Hollywood depuis 1914, à travers des photos et des interviews rassemblées pendant dix ans, à Paris et à Los Angeles,.
Pour cet ouvrage, Dominique Lebrun participe à plusieurs émissions télévisées, dont Apostrophes de Bernard Pivot et Du Côté de chez Fred de Frédéric Mitterrand,.
En 1992, Trans Europe Hollywood est publié. Il y aborde l'apport des européens au cinéma américain.
En 1996, il écrit Hollywood, une histoire des studios d’Hollywood de 1914 à 1969, édité en français et en anglais,,,,.
Au cours de ces années, Dominique Lebrun contribue également au Catalogue du Musée du Cinéma Henri-Langlois et au Dictionnaire de la Mode au XXe siècle. Il joue dans plusieurs courts-métrages, dont Toux Therapy et Antoine de Jean-Philippe Laraque.
En 2008, il démarre son travail d’artiste et réalise un premier collage en déchirant sa collection de Mon Ciné, revue des années 1920. Il poursuit sa démarche, en déchirant cette fois des affiches de cinéma de sa collection.
En 2011, il fait sa première exposition à la galerie Flora Jansem à Paris, avenue Matignon.
Il a été depuis exposé à Paris, mais aussi Saint-Tropez, Bruxelles et Los Angeles.
En 2021, un premier ouvrage monographique, Lebrun Déchirures, est publié sur son travail.

## Travail
Dominique Lebrun utilise des affiches de cinéma originales intactes de sa collection qu'il déchire et recolle sur toile. Il imagine et reconstruit de nouveaux récits, en recomposant des portraits, des scènes ou des figures abstraites.
Il dit se servir des fragments d’affiches, comme un peintre ses tubes de couleurs; chercher, à travers les accumulations et les épaisseurs, à créer le mouvement; utiliser l'image d'acteurs inconnus ou de stars pour inventer de nouveaux personnages, qu’ils soient hommes, femmes, hybrides.
Il parle du plaisir extrême et inattendu qu’il a découvert en déchirant et caressant le papier, et de l'urgence de transmettre à travers son travail, des émotions à la mesure de sa passion pour le cinéma,,.
" Entre les premières créations de Dominique Lebrun et celles d’aujourd’hui, le mouvement est limpide, fulgurant, aveuglant, qui traduit l’effacement des films, au point que les éléments repérables qu’ils laissaient sur la toile sont devenus si rares que maintenant ils n’y sont plus. Le mystère de son art est peut-être celui-là : plus les films s’absentent de ses œuvres, plus le cinéma s’y trouve, plus le cinéma s’y retrouve." écrit Pascal Mérigeau à propos de son travail.

## Expositions
- 2011 : Collages Galerie Flora Jansem, avenue Matignon, Paris
- 2014 : Purgatoire, rue de Paradis, Paris
- 2015 : Galerie Origine, rue des Écouffes, Paris
- 2016 : Déchirures Galerie BY Chatel / Sitor, rue des Tournelles, Paris
- 2016 : Hôtel La Vigne, Ramatuelle / Sitor
- 2017 : Tous Mes Cinémas Espace Beaurepaire / Sitor, Paris
- 2017 : Saint-Tropez-des-Prés Hôtel de Paris, Saint-Tropez / Sitor
- 2017 : La Cow Parade fait son cinéma La Baule - Dinard – Deauville
- 2018 : Parfum d’Interdit Galerie Émilie Dujat, Bruxelles
- 2018 : Mes transparences, mes abstractions Espace Beaurepaire / Sitor, Paris
- 2018 : Icon Remix THE LAB by Please Do Not Enter, Los Angeles
- 2019 : The Sixth Space THE LAB by Please Do Not Enter, Las Vegas
- 2019 : Palm Springs Fine Art Fair, by Please Do Not Enter, Palm Springs
- 2020 : 10 Ans Déjà, B Gallery, Paris
- 2020 : Atelier Hors Les Murs, Espace Beaurepaire, Paris
- 2021 :  Stars Destruction Transformations, Espace Beaurepaire, Paris

## Publications
- 1987 : Paris-Hollywood, Éditions Hazan - Mention spéciale du prix de la Critique française du Cinéma pour la qualité de l'information et de l'iconographie  (ISBN 9782850251368)
- 1988 : L'élégance française au cinéma (en collaboration), Musée de la Mode et du Costume  (ISBN 9782901424130)
- 1991 : Musée du Cinéma Henri-Langlois (en collaboration), Éditions Maeght  (ISBN 9782869411296)
- 1992 : Trans Europe Hollywood - les européens du Cinéma américain, Éditions Bordas - Prix spécial du jury littéraire du festival du film américain de Deauville  (ISBN 9782040185589)
- 1993 : Von Europa Nach Hollywood - Die Europäer im amerikanischen Kino Henschel Verlag  (ISBN 9783894871741)
- 1994 : Dictionnaire de la Mode au XXe siècle (en collaboration), Éditions Du Regard  (ISBN 9782841050253)
- 1996 : Hollywood, Éditions Hazan  (ISBN 9782850254628)
- 1996 : Hollywood, Gingko  (ISBN 978-3927258327)
- 2021 : Lebrun Déchirures  (ISBN 979-10-699-7237-7)

## Filmographie
- 2003 : Toux Therapy - Cough Therapy, court-métrage de Jean-Philippe Laraque
- 2006 : Le Ventre de l’Ours, court métrage de Jean-Philippe Laraque
- 2007 : Antoine, court métrage de Jean-Philippe Laraque
- 2015 : Dominique Lebrun, Déchirures - Rips portrait  - sélection MIFAC 2017 - Marché International du Film sur les Artistes Contemporains
- 2016 : Dominique Lebrun Art Show – Saint Tropez des Prés
- 2018 : Dominique Lebrun Happening – Exposition Parfum d'Interdit Bruxelles
- 2020 : 10 Anni de Dominique Lebrun – video art de Jean-Philippe Laraque
- 2020 : Solito de Dominique Lebrun – video art de Jean-Philippe Laraque